# The General (revista)
A The General Magazine (chamada por muitos "The Avalon Hill General", "Avalon Hill's General" ou simplesmente "The General") é uma revista de wargames publicada pela Avalon Hill, de 1964 a 1998. Foi uma revista de publicação bimestral devotada a apoiar a linha de wargames da  Avalon Hill, com artigos sobre táticas de jogo, história e notícias do setor.

## Início
A revista The General Magazine foi publicada por iniciativa de Thomas N. Shaw. O  primeiro número surgiu na primavera de 1964, em 1 de Maio de 1964, no meio de outras tantas tarefas destinadas a fazer a Avalon Hill correr novamente. Os wargames no sentido moderno de lazer estavam em sua infância, e a Avalon Hill estava a produzir jogos de guerra para um mercado de massa por apenas cinco anos. Com doze páginas por número, com uma edição de seis revistas por ano sua assinatura custava  4,98 dólares americanos.
O lançamento da revista pela Avalon Hill foi uma jogada de gênio: Pela primeira vez havia uma publicação nacional que dava aos jogadores de wargames uma chance de encontrar o que precisavam. Este foi um movimento crítico, pois proporcionou um fórum para que os jogadores discutissem assuntos de interesse comum, e mais importante ainda, participar de um grande grupo. Além disto, o surgimento da revista beneficiou a empresa, essencialmente, por ter os assinantes pagando pela propaganda dos produtos da Avalon Hill.
A terceira edição contou com um cupom de desconto $0,25 que podia ser usado em qualquer compra direta por e-mail da Avalon Hill (em letras pequenas, vinha um aviso indicando que um mínimo de quatro cupons tinha que ser resgatado de uma vez); esses cupons seriam uma característica regular da revista.
O volume dois contou com a adição de editores de área com base geograficamente em torno dos Estados Unidos; artigo e submissões começaram a aparecer com tanta frequência que os editores de área foram retirados após o número 5 do Volume 2.

## A Primeira concorrente: S&T
Em 1966 surge a revista Strategy & Tactics como uma alternativa a The General. Em 1972, a circulação paga da S&T ultrapassa a da The General. Por volta de 1975 a circulação da revista The General estava entre 7.000 e 10.000 exemplares ao passo que a da S&T estava em 39.000 exemplares.

## Outras publicações
O volume Três, número 1 ostentava uma expansão para formato de 16 páginas. Pelo quarto ano da publicação, muitos fanzines e publicações amadoras começaram a surgir, e a Avalon Hill promoveu a venda de tais, sabiamente, sugerindo que essas publicações amadoras eram boas para o crescimento do hobby de jogos de guerra. O Volume Quatro também marcou a mudança do uso de papel maçante para papel brilhante.

## O período Don Greenwood
Em 1972, a editoria passou de Thomas N. Shaw para um jovem Don Greenwood, que estava apenas se formando na faculdade. O número 1 do volume 9 seria sua primeira edição, e ele permaneceria no comando até janeiro de 1982, quando Rex A. Martin assumiu. (Volume 18 Number 5).
Na edição de novembro-dezembro de 1974 parece ter surgido pela primeira vez a descrição publicada de uma versão eletrônica de um wargame. O artigo descrevia um dispositivo que servia como tabuleiro eletrônico para um jogo semelhante ao Jutland de Jim Dunnigan.

## Outros editores e o período Tucker
Em julho de 1992, as tarefas editoriais foram passados para Don Hawthorne (Volume 28 Number 1). Hawthorne foi sucedido por Robert Waters. Em 1995, Stuart K. Tucker tornou-se o editor até o compra da Avalon Hill pela Hasbro em 1998.
Na década de 1980 o formato tornou-se notavelmente estável; a capa tinha como característica de trabalho de arte o mesmo que os jogos de caixa de um dos jogos da Avalon Hill, A filosofia da Avalon Hill conteria notícias do setor a partir do editor (embora geralmente não mencionando de outras empresas), um conjunto de artigos deveria conter variantes para jogos, pano de fundo histórico para jogos, ou discussões de táticas/estratégias sobre os jogos. O formato da revista por esta altura era de 60 páginas. Um concurso em cada número da revista se concentrava em um jogo particular da linha da AH, e a resposta ao concurso anterior era mostrada. Cada edição também tinha uma estatística ("So That's What You've Been Playing" ) de uso em pesquisas incluídas em cada edição, onde os jogadores avaliavam os títulos da Avalon Hill (e mais tarde, os da Victory Games, a empresa-irmã da AH) que eles estavam jogando de acordo com a frequência. O guia para leitores compradores classificava os jogos através de um valor global, e notas para a qualidade dos componentes, complexidade, integralidade, jogabilidade, a disponibilidade e a duração do jogo (de novo, baseados na pesquisa bimestral). O "Relatório de Infiltrator" (The Infiltrator's Report) destacava notícias sobre jogos no canal da Avalon Hill, bem como notícias da indústria. A revista também continha anúncios de página inteira para a Avalon Hill Games (e por um breve período, uma seção chamada "The Victory Games Insider" que apresentava novidades e informações sobre os produtos da Victory Games). Esportes e jogos de computador tinham suas próprias seções, embora a linha principal da Avalon Hill fossem os wargames de tabuleiro. Alguns jogos mais populares da AH tinham colunas quase que regularmente, como os jogos Diplomacy e Advanced Squad Leader.
Sob a direção de Tucker, a revista passou por uma remodelação e se posicionou no centro do hobby de jogos de tabuleiro reconhecendo um hobby mais amplo com revisões de jogos de empresas concorrentes e expandindo o mercado de jogos de computador. Por meio de pesquisas, marketing de varejo através de livrarias, e uma melhor compreensão dos interesses dos seus principais seguidores, a revista mudou tendências anteriores de subscrição em declínio, com um aumento de 25% nas assinaturas em dois anos.
A revista The General cessou a publicação, na esteira da compra da Avalon Hill pela Hasbro em 1998. A última edição foi o Volume 32, Número 3. A Hasbro brevemente brincou com a ideia de ter outra de suas subsidiárias, a Wizards of the Coast, a operar a revista, mas não pode fechar o negócio para ela antes que Tucker se mudasse para se tornar o editor da revista C3i da GMT Games.

## Sucessoras
A Operations Magazine da Multi-Man Publishing se considera uma descendente direta; o primeiro número pelo editor Bruce Monnin (Nº. 46, Outono de 2004) trazia a seguinte mensagem:
No website MMP, onde se descreve a Operations, se afirma, "O conteúdo da revista irá lentamente evoluir para contemplar outros jogos da MMP e irá eventualmente se tornar para a MMP o que foi a The General para a companhia de jogos Avalon Hill."
Multi-Man Publishing tem os direitos de muitos jogos importantes da antiga AH incluindo Advanced Squad Leader e Up Front.